# José Bono Martínez
José Bono Martínez (Salobre, 1950) és un polític espanyol, militant del Partit Socialista Obrer Espanyol (PSOE), que ha estat President del govern autonòmic de Castella - la Manxa, Ministre de Defensa i President del Congrés dels Diputats.

## Biografia
Va néixer el 14 de desembre de 1950 a la població de Salobre, situada a la província d'Albacete, fill d'un alcalde falangista. Va estudiar batxillerat al col·legi jesuïta de la Immaculada a Alacant. Posteriorment va ingressar a l'Institut Catòlic d'Administració i Direcció d'Empreses (ICADE), en aquells moments depenent de la Universitat de Deusto, per estudiar economia i dret, on es llicencià el 1970.
Va començar a treballar com a advocat i s'afilià al Partido Socialista Popular (PSP) el 1970. Des de 1972 fou també professor de dret polític a la Universitat Complutense de Madrid. L'any 1979 el PSP es va integrar al PSOE, sent escollit diputat al Congrés dels Diputats en les eleccions generals d'aquell any per la circumscripció d'Albacete.

## President autonòmic (1983-2004)
L'any 1983 abandonà les Corts per presentar-se en les eleccions autonòmiques d'aquell any al càrrec de President de la Junta. Va ocupar aquest càrrec durant sis legislatures consecutives (1983-2004), vencent sempre per majoria absoluta.
De forma informal se'l considerava en aquells moments com un dels tres barons del PSOE, al costat de Juan Carlos Rodríguez Ibarra i Manuel Chaves González, també presidents autonòmics.
En les últimes eleccions per a la Secretaria General del PSOE va perdre enfront de José Luis Rodríguez Zapatero per nou vots, aconseguint però que Zapatero el nomenés ministre si aconseguia guanyar les eleccions generals de 2004.

## Ministre de Defensa (2004-2006)
El 18 d'abril de 2004, després de la victòria de Rodríguez Zapatero en les eleccions generals d'aquell any, fou nomenat Ministre de Defensa, un mandat no exempt de polèmica i que abandonà el 7 d'abril de 2006.

### Retirada de tropes de L'Iraq
La seva primera tasca en el càrrec va ser portar a terme la retirada de les tropes espanyoles establertes a l'Iraq després de la invasió de 2003, i cosa que no agradà gens als Estats Units d'Amèrica. Aquesta sortida es va realitzar ordenadament i sense contratemps greus exceptuant un atac puntual en el qual les forces espanyoles van haver de respondre amb foc real matant a un dels insurgents. Per aquesta retirada el Consell de Ministres d'Espanya li va atorgar setmanes després una medalla. La concessió va ser molt contestada, ja que el mateix Bono era ministre, i va renunciar a la medalla, afirmant que el seu fill l'hi havia demanat.

### Víctimes del Iak-42
Posteriorment es va centrar a compensar a les víctimes de l'accident del Iàkovlev 42 tal com s'havia compromès. En primer lloc va tractar d'esclarir adequadament la identitat dels 62 militars morts, repetint l'anàlisi d'ADN a cadascun d'ells, mesura insistentment sol·licitada per molts dels familiars a l'anterior Ministre de Defensa sense que aquell en fes cas, i cosa que va revelar que els cadàvers no havien sigut identificats correctament.

### Venda de fragates a Veneçuela
Va iniciar els tràmits per a la venda de diverses fragates per a vigilància costanera a Veneçuela, decisió a la qual s'oposaven els Estats Units d'Amèrica, negant a Espanya el permís d'implantar en aquests vaixells equips de tecnologia nord-americans.

### Manifestació de l'AVT i Cas Bono
El gener de 2005 va denunciar haver estat agredit en una manifestació de l'Associació de Víctimes del Terrorisme (AVT) i tres dies més tard dos militants del Partit Popular, que van ser identificats en fotografies del diari El País, van ser detinguts unes hores. Finalment el jutjat penal núm. 42 de Madrid va arxivar el cas. No obstant això posteriorment i amb raó a una denúncia presentada pel PP, l'Audiència de Madrid va condemnar als policies responsables per detenció il·legal, per falsificar l'atestat policial i per coaccions, considerant provat que el Ministre no va sofrir cap agressió. Després de conèixer aquesta sentència el Delegat del Govern a Madrid va dimitir, sentència que finalment fou anul·lada pel Tribunal Suprem d'Espanya amb data 29 de juny de 2007.

### Destitució de José Mena
El gener de 2006 va destituir al tinent general José Mena per pronunciar-se políticament sobre els inconvenients que l'aprovació del projecte d'Estatut d'Autonomia de Catalunya tindria per a l'Exèrcit, i sobre la possibilitat que l'exèrcit intervingués, pel seu compte, en cas que el nou Estatut no respectés, segons José Mena, la Constitució Espanyola.

### Dimissió
El 7 d'abril de 2006 es feu pública la seva decisió d'abandonar el seu càrrec per motius personals, sent substituït pel fins aquells moments ministre de l'Interior José Antonio Alonso.

## President del Congrés (2008-2011)
L'1 d'abril de 2008, fou escollit President del Congrés dels Diputats en el segon mandat de Rodríguez Zapatero al capdavant del Govern espanyol, càrrec que ocupà fins al 13 de desembre de 2011 quan fou succeït per Jesús María Posada Moreno. Tot i l'oposició dels partits nacionalistes catalans al seu nomenament pel seu perfil espanyolista, Convergència i Unió (CiU) i Esquerra Republicana de Catalunya (ERC) van votar en blanc en la seva investidura. Bono va ser el primer president del Congrés dels Diputats a ser escollit en segona tanda. A la primera volta només sumà 168 dels 349 vots emesos (48%), vuit menys dels necessaris per tenir la majoria absoluta. Tot i sumar dos vots més en la segona volta, seguí sense aconseguir el consens majoritari, fet que obligà a ser ratificat per la majoria simple, tal com especifica el reglament.